# GJ-81
L'autoroute GJ-81 est une autoroute urbaine qui permet d'accéder à Gijón depuis l'A-8 en venant du sud.
Elle se détache l'A-8 au sud ouest de l'agglomération.
D'une longueur de 2.8 km environ, elle relie l'A-8 au sud ouest de l'agglomération jusqu'au centre urbain de Gijón en prolongeant la Calle de Sanz Crespo
Elle est composée de 3 échangeurs jusqu'au centre ville.

## Tracé
- Elle débute au sud est de Gijón où elle bifurque avec l'A-8
- Elle dessert toutes les zones industrielles de l'ouest de la ville avant de prolonger la Calle de Sanz Crespo tout près de la gare RENFE

## Sorties
| Numéro de la sortie | Nom de la sortie                                                         | Bifurcation |
| ------------------- | ------------------------------------------------------------------------ | ----------- |
|                     | Aviles - Oviedo - Mieres                                                 | A-8         |
| 01                  | Aviles - Zone Industrielle La Penoma                                     | AS-19       |
| 02                  | Gijón - Avenida del Principe de Asturias - Port de Gijon                 | GJ-10       |
|                     | Gijón centre Gijón - Calle de Carlos Marx - Gijón - Calle de Sanz Crespo |             |